# Scincella caudaequinae
Scincella caudaequinae är en ödleart som beskrevs av  Smith 1951. Scincella caudaequinae ingår i släktet Scincella och familjen skinkar. Inga underarter finns listade i Catalogue of Life.